# Gerhard Wachter
Gerhard Wachter (* 17. August 1929 in Halle (Saale); † 17. Februar 2004 in München) war ein promovierter Veterinär und Generalleutnant der Bundeswehr. Er war 1973/74 „Gründungspräsident“ der Hochschule der Bundeswehr München.

## Leben
Wachter wurde 1929 als Sohn eines evangelischen Pfarrers (und später im Zweiten Weltkrieg gefallenen Offiziers) in Halle (Saale) in der preußischen Provinz Sachsen geboren. Nach dem Abitur 1946 am Dom- und Klostergymnasium Magdeburg in der SBZ war er als Tierarzthelfer und im Pflanzenschutzdienst tätig, außerdem besuchte er eine Landwirtschaftsschule.
Sein Lebensweg führte ihn in die Bundesrepublik Deutschland. Ab 1949 studierte er Veterinärmedizin im niedersächsischen Hannover und wurde Mitglied der Hannoverschen Burschenschaft Alt-Germania. Im Anschluss war er tierärztlicher Assistent u. a. in Marbach am Neckar (Baden-Württemberg) und in Wilster (Schleswig-Holstein). 1956 wurde der bestallte Tierarzt bei Gustav Rosenberger, ordentlicher Professor und Direktor der Klinik für Rinderkrankheiten, an der Tierärztlichen Hochschule Hannover (TiHo) mit der Dissertation Versuche zur Feststellung der Erythrozyten- und Leukozytenzahlen im Rinderblut durch Zentrifugation und auf photoelektrischem Wege zum Dr. med. vet. promoviert.

## Militärische Laufbahn
Am 16. Oktober 1956 trat er als Offizieranwärter des Heeres in die Bundeswehr ein. Er wurde beim Panzeraufklärungslehrbataillon in Bremen-Grohn ausgebildet. 1957 wurde der Leutnant Zugführer im ABC-Abwehr-Lehrbataillon in Sonthofen. 1958 nahm der Oberleutnant am 3. Grundlehrgang für ABC-Abwehroffiziere an der ABC-Abwehrschule in Sonthofen teil. 1959/60 war er im Truppenamt in Köln tätig. Von 1960 bis 1962 war er Kompaniechef des 3./ABC-Abwehr-Lehrbataillons in Sonthofen.
Von 1963 bis 1965 nahm er am 6. Generalstabslehrgang (H) an der Führungsakademie der Bundeswehr (FüAkBw) in Hamburg und am Armed Forces Staff College in Norfolk, Virginia teil. Von 1965 bis 1968 war er Hilfsreferent im Stab Studien und Übungen der Bundeswehr in Bensberg. Von 1968 bis 1971 war er Kommandeur des ABC-Abwehrbataillons 210 in Bruchsal. 1971 wurde er Referent und später Referatsleiter im Führungsstab der Streitkräfte und im Führungsstab des Heeres. 1973/74 war er (kommissarischer) Gründungspräsident der Hochschule der Bundeswehr München in Neubiberg. 1974 wechselte er als Referatsleiter in den Führungsstab der Streitkräfte. Vom 17. September 1976 bis 16. September 1977 war der Oberst Kommandeur der Panzergrenadierbrigade 31 in Oldenburg.
Von 1977 bis 1980 war er als Brigadegeneral Stabsabteilungsleiter I (Innere Führung, Personal, Ausbildung) im Führungsstab der Streitkräfte (FüS I) bzw. Beauftragter für Erziehung und Ausbildung beim Generalinspekteur der Bundeswehr (BEA) in Bonn. Von 1. April 1980 bis 30. September 1982 war der Generalmajor Kommandeur der 4. Panzergrenadierdivision in Regensburg und von 1. Oktober 1982 bis 31. März 1986 war er im Dienstgrad eines Generalleutnants Kommandierender General des I. Korps in Münster. In der Kießling-Affäre widersprach er Verteidigungsminister Manfred Wörner bei der Vorverurteilung des denunzierten Generals. Ab dem 1. April 1986 war Wachter Amtschef des Heeresamtes (HA) in Köln. Da er mit der geplanten Verkürzung des Grundwehrdienstes nicht einverstanden war, trat er am 30. November 1986 auf eigenen Wunsch in den vorzeitigen Ruhestand.
Im Anschluss wurde er Mitglied des Stockholm International Peace Research Institute (SIPRI). Wachter war Sozialdemokrat.
Wachter, evangelisch, war verheiratet und Vater von drei Kindern.

## Schriften (Auswahl)
- mit Axel Krohn (Hrsg.): Stability and Arms Control in Europe: The Role of Military Forces within a European Security System. Stockholm International Peace Research Institute, Solna 1989, ISBN 91-85114-50-2.